# لويس كارلوس دوس سانتوس مارتينز
لويس كارلوس دوس سانتوس مارتينز (19 يونيو 1984 في ساو لويز في البرازيل – )؛ هو لاعب كرة قدم سابق كان يلعب كمهاجم.

## وصلات خارجية
- لويس كارلوس دوس سانتوس مارتينز على موقع الاتحاد الدولي (مؤرشف)  (الإنجليزية)
- لويس كارلوس دوس سانتوس مارتينز على موقع رابطة كرة القدم اليابانية للمحترفين (اليابانية)
- لويس كارلوس دوس سانتوس مارتينز على موقع دوري كوريا الجنوبية (الإنجليزية)
- لويس كارلوس دوس سانتوس مارتينز على موقع قاعدة بيانات كرة القدم.إي يو (الإنجليزية)
- لويس كارلوس دوس سانتوس مارتينز على موقع Soccerway.com (الإنجليزية)
- لويس كارلوس دوس سانتوس مارتينز على موقع عالم كرة القدم.نت (الإنجليزية)